# 塩振りおじさん
「塩振りおじさん」（ソルト・ベイ、Salt Bae）のニックネームで知られるヌスレット・ギョクチェ（Nusret Gökçe トルコ語発音: [nusˈɾet ɟøcˈt͡ʃe]、1983年8月9日 - ）は、トルコのステーキハウス・チェーン、"Nusr-Et" のオーナーシェフ。肉を料理する際の独特のパフォーマンスがインターネットを中心に流行した。9人の子持ち。

## インターネット・ミーム
とりわけヌスレットを有名にしたのは、彼自身のツイッター・アカウントから、2017年1月7日10時44分(UTC) に投稿された"Ottoman Steak" と題された動画である。この動画はいわゆる「インターネット・ミーム」として、インスタグラムなどでヴァイラル的に拡散した。
前年に開催されたリオデジャネイロ・オリンピック体操競技金メダリストのシモーネ・バイルズが店を訪れたほか、レオナルド・ディカプリオも興味を示し、ヌスレットの人気には拍車がかかった。約1ヵ月後、NBCニュースに取材された際、ヌスレットは、「肉のかたちと味は上から下まで、俺の一部なんだ・・・。肉の内側から俺の想いが溢れ出し、塩を振る時、肉の上に落ちていくのさ。」と語った。
拡散の過程で、ヌスレットは、動画の中で彼が披露した、肉の上に塩を振りまく独特の所作にちなんで "Salt Bae" と呼ばれるようになった。bae, /bei/ （ベイ）は21世紀になってから使われ始めた baby に由来する新語で、ボーイフレンドやガールフレンドのくだけた言い方である。日本では、「塩振りおじさん」のほか、「塩の恋人」、「塩兄さん」などとも呼ばれた。

## 人物像
ヌスレットは、1983年生まれ、出生地は、オフィシャルサイトによると、エルズルム市とされている。しかし、少なくとも生まれてまもなくの頃は、エルズルム市からかなり隔たったクルド人の村に住んでいた。
クルディスタン民主党に関係が近いRudaw Media Networkが報道したところによると、ヌスレットは、クルド系トルコ人である。
Rudaw のリポーターが、ヌスレットの父の出身地であるエルズルム県シェンカヤ郡にある村を訪れ、彼のおばや従兄弟、村人にインタビューして聞いたところによると、ヌスレットは父母双系ともクルド人、父親は働き者だったが一家は貧しく、ヌスレットが2歳のときに一家で他所に移住したという。なお、村人は皆クルド語を話し、ヌスレットの父までは流暢にクルド語を話せるという。
ヌスレット自身のインタビューによると、父親は炭鉱で働いていて、自分は男ばかり5人兄弟の2番目、小学校を卒業してからすぐに働き出したという。育った場所はイスタンブルのカドキョイ地区、16歳のときに肉屋の徒弟を卒業した。
2009年に休暇を取り、アルゼンチン、日本、ニューヨークを旅行した。2010年、カドキョイから南東に行ったリゾート地、ダリジャに、はじめて自分の店を持った。その後、順調に事業を伸ばしてボドルム、ダトシャにも系列店を出し（いずれもトルコのリゾート地）、さらにアンカラ、ドバイにも進出した。
2017年1月のセクシーな塩振り動画で有名になって以来、独身なのか、ガールフレンドはいるのかなどと、よく尋ねられるようになったが、結婚しており9人の子どもがいることを公表している。また、仕事が忙しく、ガールフレンドを作る暇がないとしている。
2017年4月16日に行われた憲法改正投票においてはサングラス姿で投票所に現れ、自身を有名にした塩振りポーズで投票用紙を摘み上げ、投票箱に入れる写真を公表した。大統領権限を強化する内容を含み、全世界的に注目されたレファレンダムにおいて「期待通りのポーズ」を決めて見せたヌスレットであったが、トルコの通信社のインタビューには、「市民の義務を果たしただけ」とだけ述べた。

## トラブル
2022年12月18日に開催されたFIFAワールドカップ・カタール大会の決勝戦後にピッチに乱入し、優勝したアルゼンチン代表のリオネル・メッシ選手らと握手や記念撮影を行ったり、許可なく優勝トロフィーを持ってキスした（その様子が報道機関に写真撮影されている）ことなどが国際サッカー連盟（FIFA）より問題視され、調査が行われる方向であると報じられた。